# كفر قطرة
تقع بلدة كفر قطرة في قضاء الشوف في محافظة جبل لبنان. تبعد عن بيروت مسافة 51 كلم عبر الدامور ودير القمر التي تبعد عنها مسافة 3كلم.تستطيع الوصول إلى كفر قطرة أيضا عبر الحازمية، عاليه، رشميا التي تبعد عنها مسافة 4كلم.

## الجغرافيا
تعلو كفر قطرة 760م عن مستوى سطح البحر وتمتد على مساحة 208 هكتار أي 2,08 كم2يضاف إليها مزرعة دوير بصنيه التي تمتد على مساحة قدرها 153هكتار أي 1,53 كم2 ويضاف على هذا مزرعة كفر حمل الممتدة على مساحة 150هكتار أي ما يعادل1,5 كم2ليصل مجموع أراضيها إلى 511هكتار أي 5,11 كم2 وبهذا فهي تشكل 0.49٪؜ من مساحة لبنان.

## الأسماء والآثار
يعود اصل أسماء البلدة ومزارعها إلى السريانية والارامية:[بحاجة لمصدر]
1. كفر قطرة ومعناها قرية الذبح أو الذبيحة
2. كفر حمل ومعناها قرية مخازن الحبوب
3. دوير بصنيه مكان العليق والشوك

ولقد وجد في هذه الأنحاء بقايا اثرية تعود إلى ازمنة سامية قديمة.

## السكان
يبلغ عدد الناخبين المسجلين على لوائح الشطب 2161 ناخب، اما عدد السكان فيبلغ3800 نسمة[بحاجة لمصدر]

## المؤسسات الأدارية
تاسست بلدية كفر قطرة سنة 1961
فازت آلين نصار في انتخابات 2016 برئاسة البلدية وحل جورج المعلوف نائبا للرئيس وفاز بعضوية المجلس البلدي كل من :بشرى بو خالد، طوني يونس، روجيه يونس، وجدي معلوف، غسان بركات، جهاد زهر الدين، زياد يزبك، سلمان نصر الدين، غسان بو ناصيف وصلاح منذر كما جرى انتخاب مختاران هما السادة مالك منذر وزياد فضول. لا يوجد حاليا مدرسة رسمية التي كانت قد اقفلت أبوابها في العام 1979 رغم وجود بناء تم إنشاءه حديثا مخصص لها. قضائيا تتبع البلدة لمحكمة ومخفر دير القمر.[بحاجة لمصدر]

## المؤسسات التربوية والروحية
في البلدة البيت الدرزي، كنيسة القديسة تقلا للموارنة التي أعيد بناؤها على انقاض الكنيسة التي هدمت في العام 1983 كذلك حال كنيسة السيدة العذراء للروم الكاثوليك. في البلدة أيضا مدرسة تكميلية خاصة تشغل حاليا البناء المخصص للمدرسة الرسمية. 

## البنية التحتية
لدى كفر قطرة الكثير من التجهيزات البيئية الحديثة فبنتيجة التعاون بين ومجلس الإنماء والإعمار والبلدية تم إنجاز شبكة الصرف الصحي كما تم إنشاء مشروع لمعالجة وفرز النفايات بطريقة تراعي شروط المحافظة على البيئة السليمة.